# كارمين بيمنتل
كارمين بيمنتل (بالإسبانية: Carmen Pimentel) (2 أغسطس 1961 في بيرو - ) هي لاعبة كرة طائرة بيروفية. شاركت في دورة الألعاب الأمريكية 1979 ودورة الألعاب الأمريكية 1983 والألعاب الأولمبية الصيفية 1980 والألعاب الأولمبية الصيفية 1984 وبطولة العالم لكرة الطائرة للسيدات 1982. وشاركت مع منتخب بيرو الوطني لكرة الطائرة للسيدات.

## وصلات خارجية
- كارمين بيمنتل على موقع دوري الدرجة الأولى الإيطالي للكرة الطائرة - سيدات (الإيطالية)
- كارمين بيمنتل على موقع اللجنة الأولمبية الدولية (الإنجليزية)
- كارمين بيمنتل على موقع أوليمبيديا (الإنجليزية)